# Pierre-Julien Nargeot
Pierre-Julien Nargeot (París, Illa de França, 7 de juliol de 1799 - Passy-lès-Paris, Illa de França, 30 d'agost de 1891) fou un compositor, director d'orquestra i violinista francès. Estudià el violí amb Kreutzer, en el Conservatori de París, i el contrapunt amb Lesueur, assolint el 1828 el segon premi de Roma. Des del 1839 dirigí l'orquestra del teatre de Varietés. És autor de les operetes:
- Les tris sultanes, (1853).
- Un monsieur bien servi, (1856).
- I Pifferari, (1858).
- Le docteur Frontin, (1861).
- Les contrabandistes, (1861).
- La volonté de mon oncle, (1862).
- Les exploits de Sylvestre, (1865).
- Un vieux printems, (1865).
- Dans le pétrin, (1866).
- Jeanne, Jeannette et Jeanneton (1876).
- Trois trobadours.
- Les Ouvrières de qualité.

A més, va compondre, diversos cuplets i cançons, sent molt popular en el seu temps la titulada Drinn drinn, un Air varié, per a violí amb acompanyament de piano, etc.